# Gilpin County
Gilpin County je okres ve státě Colorado v USA. K roku 2000 zde žilo 4 757 obyvatel. Správním městem okresu je Central City. Celková rozloha okresu činí 389 km². Byl pojmenován podle politika Williama Gilpina.